# Lalande-de-Pomerol
Lalande-de-Pomerol település Franciaországban, Gironde megyében. Lakosainak száma 631 fő (2022. január 1.). Lalande-de-Pomerol Les Billaux, Libourne, Montagne, Néac, Pomerol és Saint-Denis-de-Pile községekkel határos.

## Népesség
A település népességének változása:
| Lakosok száma | 631  | 723  | 715  | 674  | 677  | 669  | 655  | 659  | 656  | 631  |
|               | 1968 | 1982 | 1990 | 2006 | 2013 | 2015 | 2017 | 2019 | 2020 | 2022 |